# Russisch-Altorthodoxe Kirche

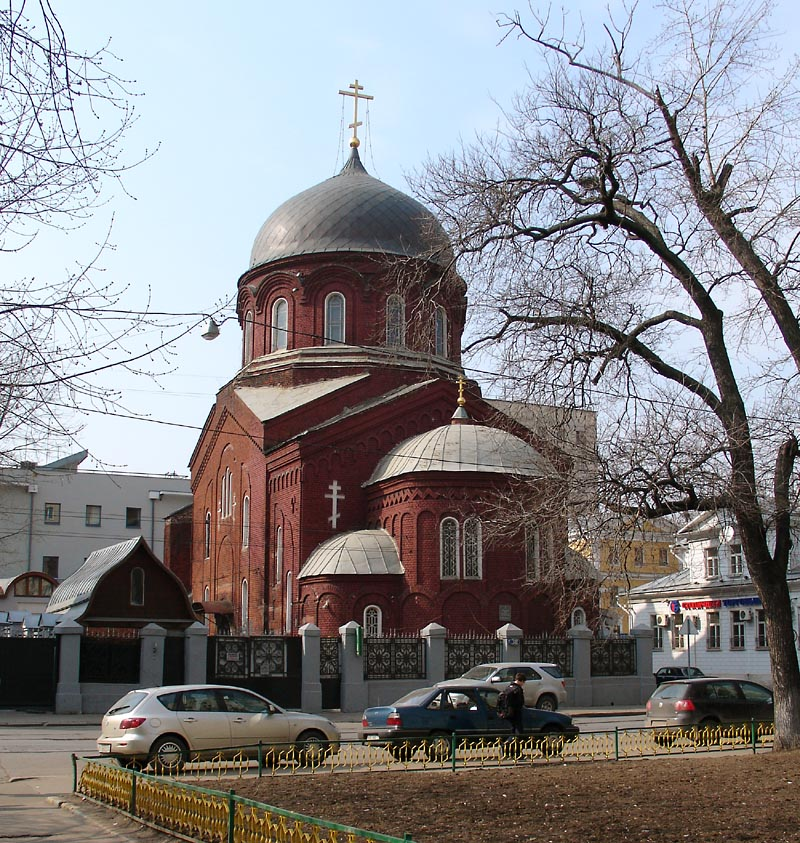
Kirche der Fürbitten der Gottesgebärerin der Russisch-Altorthodoxen Kirche in Moskau

Die Russisch-Altorthodoxe Kirche (russisch Русская Древлеправославная Церковь, wiss. Transliteration: Russkaja Drevlepravoslavnaja Cerkov'), gehört zu den priesterlichen Altgläubigen. Sie wird heute vom Patriarchen von Moskau und ganz Russland geführt. Neben dem Patriarchen hat sie derzeit vier Bischöfe in den Eparchien: Belarus und Ukraine, Sibirien, Wolga, Zion und Westeuropa, 2004 gehörten ihr 74 Gemeinden an.

## Patriarchen
| Nikola (Pozdnev)          | Erzbischof von Moskau, Saratow und Ganz Russland    | 19. Dezember 1923 – 1. September 1934 |
| Stephan (Rastorguev)      | locum tenens                                        | 1934 – Juli 1935                      |
|                           | Erzbischof von Moskau und Ganz Russland             | Juli 1935 – 2. September [?] 1937     |
| Mikhail (Kochetov)        |                                                     | Mai 1938 – 6. April 1944              |
| Ioann (Kalinin)           |                                                     | 14. Oktober 1944 – 27. August 1955    |
| Epiphaniy (Abramov)       | Erzbischof von Kuibyschew, Moskau und Ganz Russland | 5. November 1955 – 1963 († 1965)      |
| Jeremiah (Matvievich)     | Erzbischof von Nowosybkow, Moskau und Ganz Russland | 24. März 1963 – 17. Juni 1969         |
| Pavel (Mashinin)          |                                                     | 27. Juli 1969 – Juni 1977             |
| Varsonophiy (Ovsyannikov) | locum tenens                                        | Juni 1977 – September 1979            |
| Gennadiy (Antonov)        |                                                     | 23. September 1979 – 21. Februar 1996 |
| Aristarkh (Kalinin)       |                                                     | Februar 1996 – 4. Mai 2000            |
| Aleksandr (Kalinin)       | Erzbischof von Moskau und Ganz Russland             | 8. Mai 2000 – 3. März 2002            |
|                           | Patriarch von Moskau und Ganz Russland              | 3. März 2002 – heute                  |